# Burro (Alzano Lombardo)
Burro [ˈburːo] (Bör [ˈbøɾ] in dialetto bergamasco)
è una frazione del comune di Alzano Lombardo in Provincia di Bergamo.

## Origini del nome
Il nome Burro pare derivi da bóthros, una voce greco-bizantina diffusasi nel nord Italia, che significa "fossa scavata dalla acque in luogo scosceso" (cfr. "burrone").

## Contrade
La frazione di Burro è suddivisa in tre contrade:
- Burro Alto
- Burro Medio
- Burro Basso o Cà Nedai.

## Monumenti e luoghi d'interesse

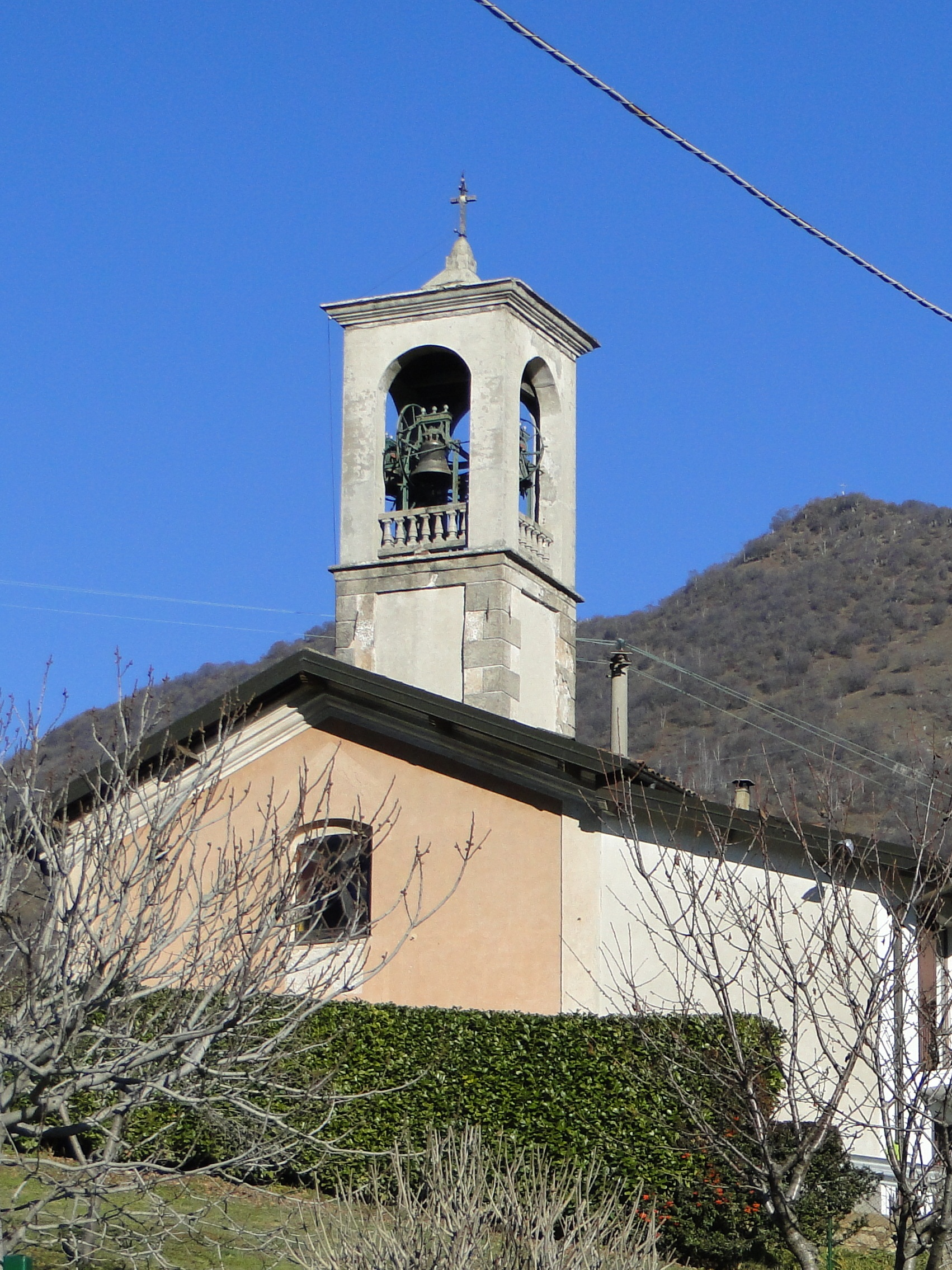
La chiesa della frazione Burro, dedicata a san Bernardo

- Chiesa parrocchiale dedicata a San Bernardo di Mentone[3];
- Pozze di Burro o Buche di Burro, laghetti formati nella roccia dal torrente Nesa nei pressi della frazione.

Sono presenti diversi agriturismi tipici della cucina bergamasca.